# Myrcia neuwiedeana
Myrcia neuwiedeana là một loài thực vật có hoa trong Họ Đào kim nương. Loài này được (O.Berg) Nied. mô tả khoa học đầu tiên năm 1893.